# سيباستيان جوليانو
سيباستيان جوليانو (بالإنجليزية: Sebastian Giuliano) هو سياسي أمريكي، ولد في 10 أغسطس 1952 في ميدلتاون في الولايات المتحدة. حزبياً، نشط في الحزب الجمهوري.